# Südfriedhof (Bonn)

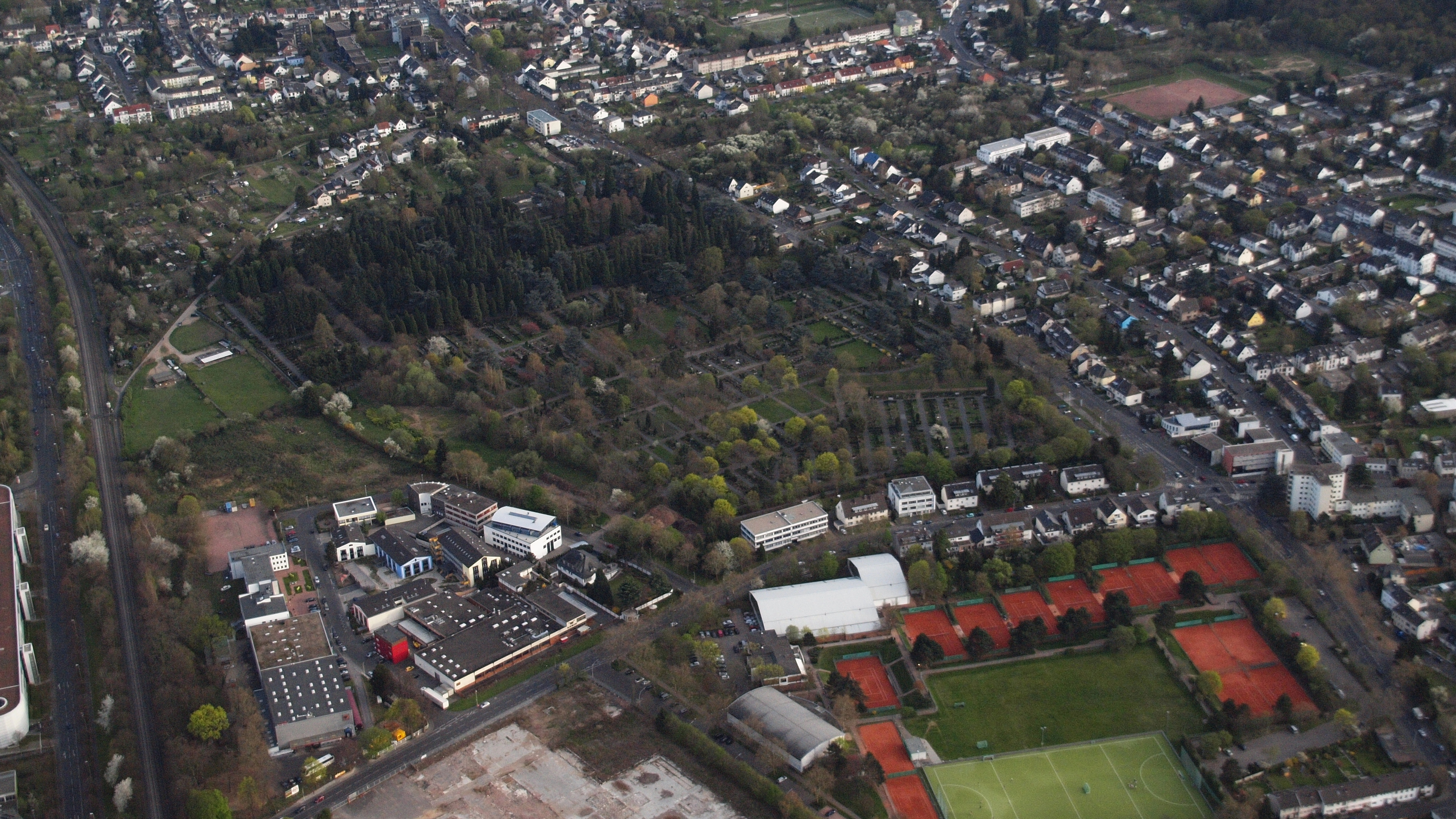
Bonn, Südfriedhof, Luftaufnahme

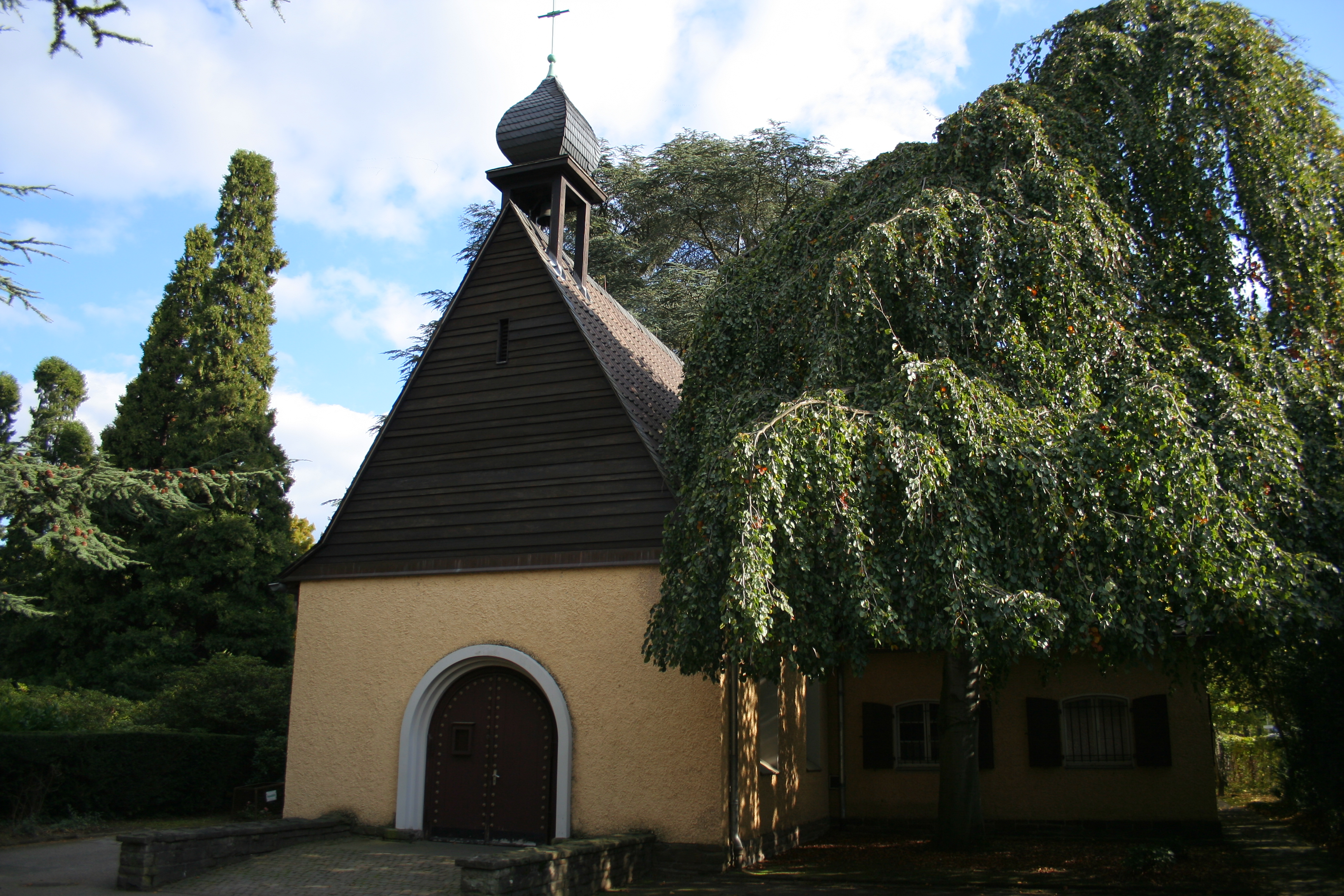
Friedhofskapelle

Der städtische Südfriedhof in Bonn befindet sich zwischen den heutigen Stadtteilen Dottendorf und Friesdorf; dies war früher der südliche Stadtrand Bonns zur ehemals selbständigen Stadt Bad Godesberg. Er ist der zweitgrößte Friedhof der Bundesstadt und steht als Baudenkmal unter Denkmalschutz.
Seinen Namen erhielt der Südfriedhof 1910 zur Abgrenzung des zunächst „Neuer Friedhof“ genannten Nordfriedhofes. Sowohl der Friedhof selbst als auch seine Infrastruktur wurden im Laufe der Jahrzehnte erweitert. Begrenzt wird er im Osten durch die Eisenbahnstrecke Bonn-Koblenz und im Westen durch die Servatiusstraße, an der sich der Haupteingang befindet.

## Grabstätten bekannter Personen

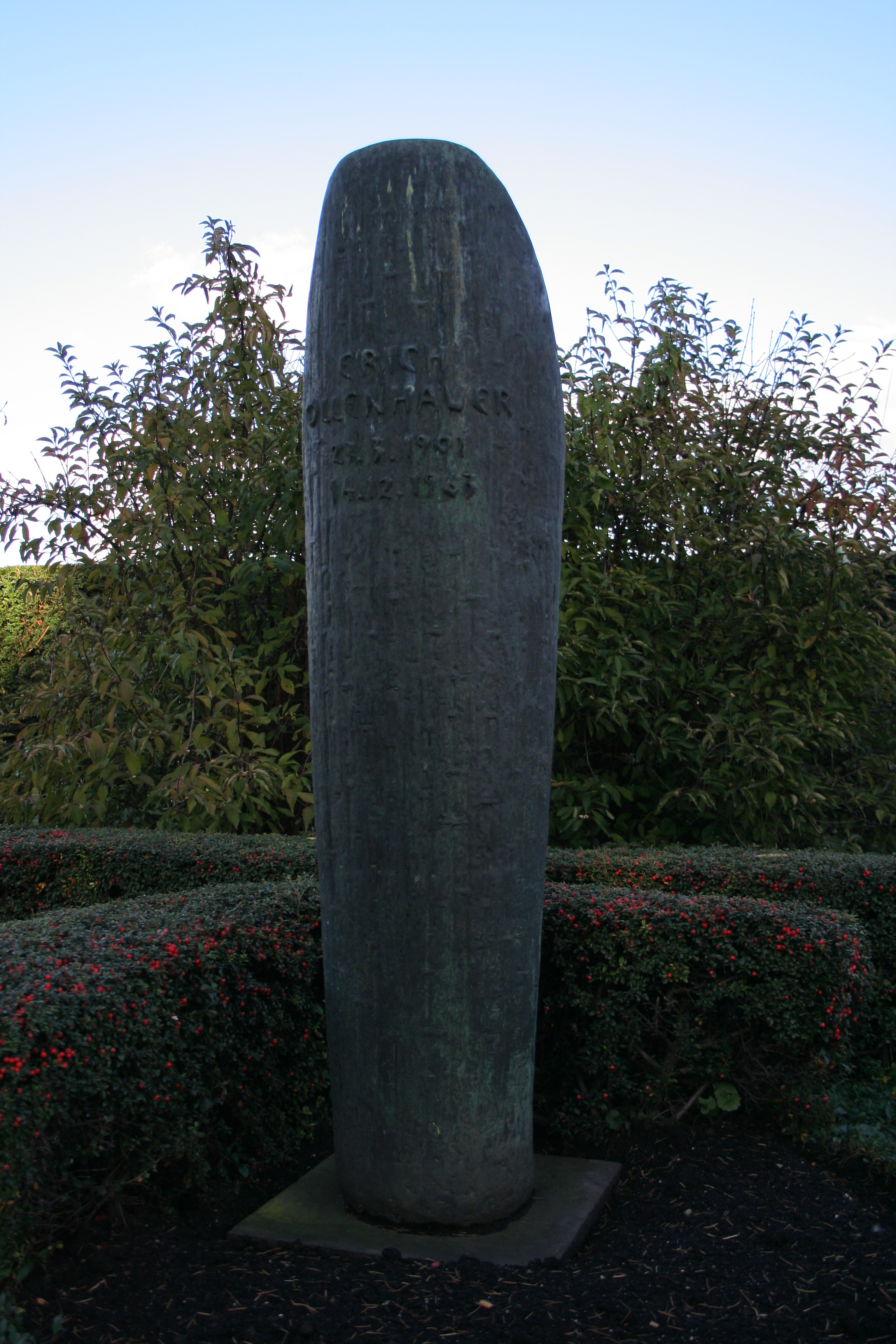
Grabstätte Ollenhauer

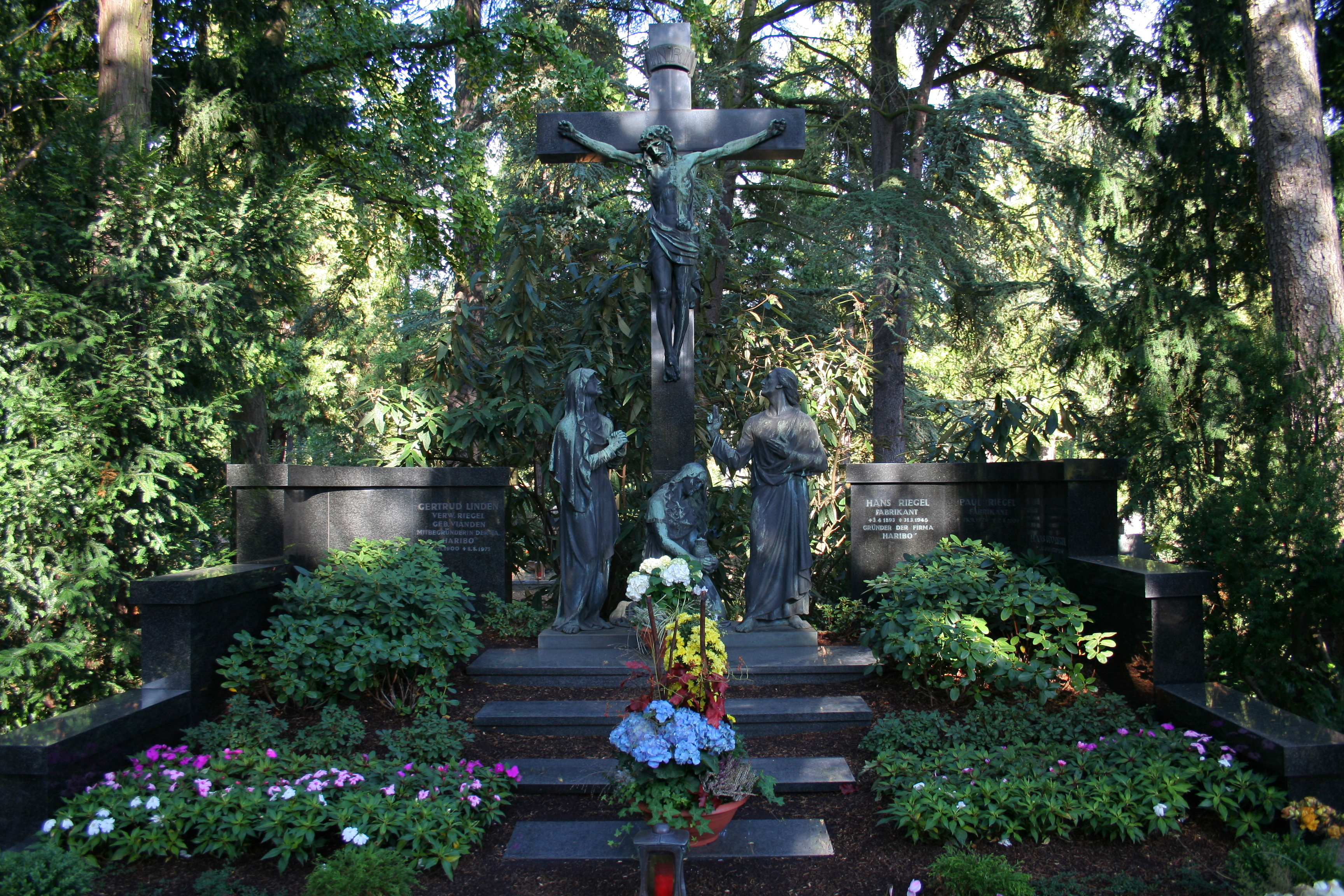
Grabstätte Riegel

Während auf dem im Stadtzentrum gelegenen Alten Friedhof zahlreiche berühmte Persönlichkeiten des 18. und 19. Jahrhunderts bestattet wurden, sind auf dem Südfriedhof wegen der Nähe zum ehemaligen Regierungsviertel einige bedeutende Politiker der Gründerjahre der Bundesrepublik Deutschland beigesetzt. Auch einzelne bekannte Personen aus Wissenschaft und Wirtschaft liegen hier begraben.
- Anton Baumstark junior (1872–1948), Orientalist und Liturgiewissenschaftler
- Alfred Bucherer (1863–1927), Physiker
- Carl Crome (1859–1931), Rechtswissenschaftler
- Willi Eichler (1896–1971), Journalist und Politiker (SPD)
- Gottfried Eisermann (1918–2014), Volkswirt und Soziologe
- Hans Fitting (1877–1970), Botaniker
- Karl Garbe (1927–2019), Journalist und Schriftsteller
- Winfried Haas (1934–2007), Paläontologe
- Paul Egon Hübinger (1911–1987), Historiker
- Alexander Koenig (1858–1940), Zoologe und Gründer des Museum Alexander Koenig
- Heinrich Krone (1895–1989), Bundesminister für besondere Aufgaben (CDU)
- Theodor Litt (1880–1962), Philosoph und Pädagoge
- Heinrich Lützeler (1902–1988), Kunsthistoriker
- Otto Lummitzsch (1886–1962), Gründer des Technischen Hilfswerks
- Ernst Meurer (1884–1956), deutscher Aquarellmaler und Wohnraumdesigner
- Susanne Miller (1915–2008), deutsche Historikerin und Politikerin (SPD)
- Wilhelm Neuß (1880–1965), Kirchenhistoriker
- Erich Ollenhauer (1901–1963), Vorsitzender der SPD
- Annemarie Renger (1919–2008), Politikerin und Bundestagspräsidentin (SPD)
- Hans Riegel (1893–1945), deutscher Süßwaren-Fabrikant (Haribo)
- Hans Riegel (junior) (1923–2013), deutscher Süßwaren-Fabrikant (Haribo)
- Hermann Sabath (1888–1968), Ministerialbeamter
- Ulrich Scheuner (1903–1981), Rechtswissenschaftler
- Wilhelm Spiritus (1854–1931), Oberbürgermeister von Bonn
- Richard Thoma (1874–1957), Staatsrechtslehrer
- Oskar Walzel (1864–1944), Literaturwissenschaftler
- Helene Wessel (1898–1969), Politikerin (SPD)
- Maria Johanna Hagemeyer (1896–1991), erste Richterin Deutschlands